# Mont Shiretoko
Le mont Shiretoko (知床岳, Shiretoko-dake) est un stratovolcan de la péninsule de Shiretoko dans l'île de Hokkaidō au Japon. La montagne est composée de roche mafique non-alcaline de type andésite. Le mont Shiretoko se trouve sur le territoire de la ville de Shari dans le district de Shari de la sous-préfecture d'Abashiri.